# Podcrkavlje
Podcrkavlje je vesnice a správní středisko stejnojmenné opčiny v Chorvatsku v Brodsko-posávské župě. Nachází se na v údolí uprostřed pohoří Dilj, asi 6 km severně od Slavonského Brodu. V roce 2011 žilo v Podcrkavlji 415 obyvatel, v celé opčině pak 2 553 obyvatel.
Součástí opčiny je celkem dvanáct trvale obydlených vesnic. Nacházejí se zde i zaniklá vesnice Crni Potok, která je stále oficiálně samostatným sídlem. Ačkoliv je správním střediskem opčiny vesnice Podcrkavlje, jejím největším sídlem je Tomica, ta je však de facto předměstím města Slavonski Brod.
- Brodski Zdenci – 299 obyvatel
- Donji Slatinik – 170 obyvatel
- Dubovik – 84 obyvatel
- Glogovica – 214 obyvatel
- Gornji Slatinik – 90 obyvatel
- Grabarje – 286 obyvatel
- Kindrovo – 87 obyvatel
- Matković Mala – 26 obyvatel
- Oriovčić – 108 obyvatel
- Podcrkavlje – 415 obyvatel
- Rastušje – 295 obyvatel
- Tomica – 479 obyvatel

Opčinou prochází státní silnice D53 a župní silnice Ž4162. Protéká zde řeka Glogovica, která je pravostranným přítokem řeky Sávy.